# 郭嵩焘故居
郭嵩焘故居，旧名沔留轩，位于湖南省岳阳市湘阴县文星镇，为江南庭院式建筑风格，砖木结构，三进三开间，有房屋32间。始建于清嘉庆年间，1939年抗日战争日军空袭轰炸县城时损失严重，2002年县政府修葺，同年被公布为湖南省重点文物保护单位。

## 郭嵩焘
郭嵩焘（1818年－1891年），字筠仙，晚号玉池老人，晚清政治家，中国首位驻外使节。